# Jules Deloffre
Pour les articles homonymes, voir Deloffre.
Jules Deloffre (né le 22 avril 1885 à Caudry (Nord) et mort le 13 octobre 1963 dans la même commune) est un coureur cycliste français. 

## Biographie
Habitant au Cateau, Jules Deloffre est mobilisé pendant la Première Guerre mondiale. Il a participé à 14 Tours de France entre 1908 et 1928 et en a terminé 7. Des années 1920 à 1985, année de la quinzième participation au Tour de France de Lucien Van Impe et Joop Zoetemelk, il a été détenteur du record de nombre de participations au Tour de France, et même seul détenteur de ce record jusqu’à 1966 et la quatorzième participation d’André Darrigade. Deloffre était célèbre pour exécuter, aux arrivées d'étapes, des acrobaties devant le public, y gagnant quelques subsides. Ce fut d'ailleurs ce qui le motiva pour courir ses cinq derniers Tours de France, alors qu'il était âgé de 38 à 43 ans et qu'il ne disposait plus des moyens physiques pour terminer l'épreuve.

## Distinctions
- Médaille interalliée de la Victoire

## Palmarès
- 1904
  - Cambrai-Amiens-Cambrai[3]
- 1907
  - Championnat de l'Union Cycliste de Caudry[3]
- 1909
  - 9e de Paris-Bruxelles
- 1910
  - 3e des 24 heures de Roubaix
- 1911
  - 10e de Bordeaux-Paris
- 1917
  - 6e de Paris-Tours
- 1924
  - 6e de Bordeaux-Paris
- 1925
  - 2e du Bol d'or
- 1927
  - 3e de Paris-Cambrai

## Résultats sur le Tour de France
14 participations
- 1908 : abandon (4e étape)
- 1909 : 16e du classement général
- 1910 : 16e du classement général
- 1911 : 15e du classement général
- 1912 : 21e du classement général
- 1913 : 12e du classement général
- 1914 : 36e du classement général
- 1920 : abandon (4e étape)
- 1921 : 26e du classement général
- 1923 : abandon (10e étape)
- 1925 : abandon (17e étape)
- 1926 : abandon (10e étape)
- 1927 : abandon (3e étape)
- 1928 : abandon (1re étape)